# Ежен Жозеф Дельпорт
Ежен Жозеф Дельпорт (фр. Eugène Joseph Delporte; 10 січня 1882 — 19 жовтня 1955) — бельгійський астроном.
Народився в Женаппі (Брабант). 1903 року закінчив Брюссельський університет. З того часу до останніх днів життя працював у Королівській обсерваторії в Укклі (в 1936—1947 — директор).
Наукові роботи належать до позиційної астрономії. У 1903—1919 виконав кілька тисяч визначень положень зірок з меридіаному колі для міжнародної кооперативної програми «Карта неба». Потім систематично спостерігав положення комет і астероїдів. Відкрив багато нових астероїдів, серед них виділяються цікаві об'єкти 1221 Амур і 2101 Адоніс, які підходять дуже близько до Землі. 
1930 року за дорученням Міжнародного астрономічного союзу видав Атлас сузір'їв, в якому були остаточно встановлені сучасні межі сузір'їв всього неба.
Член-кореспондент Паризької АН та Бюро довгот в Парижі.
Премії Бельгійської королівської академії наук, літератури і витончених мистецтв.
На його честь названо астероїд 1274 Делпортіа.